# Carlos Tévez
Carlos Alberto Tévez, argentinski nogometaš in trener, * 5. februar 1984, Ciudadela, Buenos Aires, Argentina.
Sodeloval je na nogometnemu delu poletnih olimpijskih iger leta 2004.
Konec leta 2016 je podpisal dveletno pogodbo s kitajskim moštvom Šenhua iz Šanghaja za 42 milijonov ameriških dolarjev letno in s tem postal najbolje plačani nogometaš na svetu, po zaslužku za eno sezono.